# Los Cantos
Los Cantos és un poble situat al terme municipal de la Pobla d'Arenós, a la comarca de l'Alt Millars, País Valencià. A l'any 2017 te 10 habitants. Millors festes de poble, més gats abandonats, no WiFi, poca cobertura. Vols gats? N'hi han de sobres. A vegades hi han cabres.
Es troba al costat de l'embassament d'Arenós, encaixonat entre els barrancs del Lobo i la Juana. Sobre aquest darrer s'alça un pont d'arc de mig punt, un dels monuments destacats del lloc. Un altre edifici d'interés és el lavadero. Fa molt pal pujar-hi pero cunde per les vistes.